# Боровиков, Григорий Никитич
Боровиков Григорий Никитич (1892—1951) — участник Октябрьской революции, Гражданской войны, начальник Военно-морского инженерного училища им Ф. Э. Дзержинского, полярный гидрограф.

## Биография
Григорий Никитич Боровиков родился 28 января 1890 года в деревне Волосово Новоторжского уезда Тверской губернии (ныне — Лихославльский район) в семье крестьянина.
В 1904 году окончив местную земскую школу, пошёл работать подручным на мукомольно-маслобойный завод.

### Революционная деятельность и участие в Гражданской войне
В 1906 году Боровиков уехал в Петербург, где работал чернорабочим на заводе «Артур Коппель», а затем слесарем на заводе «Тилмано». За организацию забастовки протеста против суда над членами социал-демократической фракции в Государственной думе, Боровиков был уволен с завода, и только через полгода он смог устроиться на завод «Русско-американского акционерного общества».
В 1911 году Боровиков был призван на действительную службу во флот, служил трюмным машинистом на линкоре «Петропавловск». На службе примкнул к большевикам, руководил арестом офицеров, стал председателем судового комитета корабля и был избран председателем бригадного комитета линейных кораблей Балтийского флота. Был участником Февральской и Октябрьской революций 1917 года.
В годы Гражданской войны Боровиков в составе добровольцев отряда П. Е. Дыбенко участвовал в боях под Нарвой против немецких и белоэстонских войск, во время Кронштадтского мятежа разоружал на Неве корабли восставших моряков.
После Гражданской войны занимался материальным обеспечением кораблей Балтийского и Черноморского флотов.

### Работа в учебных заведениях ВМС
В 1925—1929 годах был старшим начальником Балтийской машинной школы.
В 1929 году окончил курсы усовершенствования начсостава при Военно-морской академии.
В апреле 1930 года был назначен начальником и комиссаром Военно-морского инженерного училища им Ф. Э. Дзержинского, которым руководил до 1933 года.
За годы его руководства училищем оно было причислено к разряду высших учебных заведений, впервые созданы учебные кафедры, введены новые дисциплины — «практика судостроения и судоремонта», «трюмное дело», «энергетические установки». Штатные категории профессорско-преподавательского состава училища к преподавателям ВМА, была открыта адъюнктура. Для курсантов была расширена ремонтная практика на кораблях и судоремонтных заводах в зимнее время. В училище совершенствовалась учебно-материальная база. В паротехнической лаборатории был установлен действующий паровой котел сторожевого корабля, подававший пар в машинный зал, где курсанты несли вахту у механизмов. Была создана лаборатория живучести.
Боровиков выступал против волевых методов руководства, был сторонником либерализации учебного процесса, уменьшения военной и политической муштры. Вероятно, это привело к тому, что в феврале 1933 года партийная комиссия объявила Г. Н. Боровикову строгий выговор за «притупление классовой бдительности и слабое партийное руководство при приеме и воспитании курсантов». Боровиков фактически был снят с работы и откомандирован «для ремонта и снабжения морских сил на Черном море», он стал бригадным интендантом.

### Работа в Главсевморпути
В 1934 году Боровиков был назначен заместителем начальника Ленинградского отделения «Главсевморпути», принимал активное участие в снаряжении рейса «Челюскина» и руководил операцией по спасению челюскинцев на ледоколе «Красин».
В 1935 году был назначен начальником полярной станции и строившегося порта на острове Диксон. Посетивший Диксон писатель Борис Горбатов отмечал разительные перемены, происшедшие на острове. На полярной станции появились теплицы, на острове были построены универмаг, жилые дома, спортивный городок, типография, велись активные работы по строительству причалов.
15 декабря 1936 года Боровикову было присвоено звание бригинтендант (бригадный интендант).
За организацию и проведение зимовки на Диксоне в 1935—1937 годах Боровиков был награждён орденом Красной Звезды.
В 1938 году Боровиков вернулся в Ленинград и был назначен начальником Гидрографического управления Главного управления северного морского пути.
Осенью 1940 года у него случился тяжёлый инсульт, его нашли без сознания в служебном кабинете. К исполнению обязанностей начальника полярной гидрографии Боровиков больше не вернулся.
Во время Великой Отечественной войны Боровиков не захотел оставить Ленинград. Отправив семью в Вологду, он пережил блокаду, стараясь по мере сил помогать обороне города: строил укрепления, дежурил в отрядах ПВО, выполнял различные поручения.
Умер 6 сентября 1951 года в Ленинграде, похоронен на Шуваловском кладбище. Могила утеряна.

## Память
- В 1963 году по предложению полярных гидрографов решением № 651 Архангельского облисполкома именем Боровикова был назван мыс на севере о. Кун архипелага Земля Франца-Иосифа.
- Именем Боровикова названа улица в селе Вёски Лихославльского района.

## Семья
- Сын — Боровиков Дмитрий Григорьевич — военный моряк, окончил Ленинградское Нахимовское училище (первый выпуск) в 1948 году с серебряной медалью[6][7].